# Djilali Abdi
 (mars 2020).
Pour les articles homonymes, voir Abdi (homonymie).
Djilali Abdi, né le 25 novembre 1943 à Sidi Bel Abbès et mort le 2 février 2022, est un footballeur international algérien.
Il évoluait au poste de milieu offensif au sein de son club, l'USM Bel Abbes, jusqu'en 1976, après un bref passage au Croissant Sigois en 1963.

## Biographie
Djilali Abdi reçoit six sélections en équipe d'Algérie entre 1967 et 1969, pour un but inscrit. Il joue son premier match en équipe nationale le 9 avril 1967, contre le Burkina Faso (victoire 3-1). Il joue son dernier match le 23 mars 1969, contre le Maroc (défaite 1-0),
Il participe avec la sélection algérienne à la Coupe d'Afrique des nations 1968.
En club, il réalise pratiquement l'intégralité de sa carrière avec l'équipe de l'USM Bel Abbès, où il joue pendant 14 saisons avec un passage au CC Sig en 1963, en compagnie de son ami, Fellah Djilali, ex gardien de but de l'USM Bel Abbes.

## Palmarès
- Champion d'Algérie de D3 en 1966 (Groupe Ouest) avec l'USM Bel Abbès
- Champion d'Algérie de D2 en 1967 avec  l'USM Bel Abbès

## Palmarès d'entraîneur
- Vainqueur de la Coupe d'Algérie en 1991 avec l'USM Bel Abbès